# دنيس دي نويجر
دنيس دي نويجر (بالهولندية: Dennis de Nooijer) هو لاعب كرة قدم هولندي في مركز الهجوم، ولد في 4 أبريل 1969 في Oost-Souburg ‏ في هولندا. لعب مع إن إي سي نيميخن وسبارتا روتردام.